# High Density Fibreboard
High Density Fibreboard/Hardboard (HDF) er en plade af komprimerede træfibre, som bruges som byggemateriale. HDF er 
ligesom MDF et menneskeskabt kompositpanelprodukt. Det er et stærkere, hårdere produkt end MDF med en typisk densitet på op til 900 kg/m³.
HDF bruges overvejende i laminatgulve, hvor denne tæthed er påkrævet. Andre anvendelser omfatter dørbeklædning og underlag.
 Der er for få eller ingen kildehenvisninger i denne artikel, hvilket er et problem. Du kan hjælpe ved at angive troværdige kilder til de påstande, som fremføres i artiklen.